# Чемпіонат націй КОНКАКАФ 1969 (кваліфікація)
12 країн КОНКАКАФ подали заявки на участь у чемпіонаті націй КОНКАКАФ 1969 року.  Гватемала (діючий чемпіон КОНКАКАФ) і  Коста-Рика (господар чемпіонату) отримали путівки автоматично, інші 10 країн були розбиті на 5 пар. Як серед 5 переможців повинні були розподілитися 4 путівки невідомо, але відмова Гаїті, що перемогла у першій парі, зробила цю проблему несуттєвою.

## Група 1
| 20 квітня 1969 | \| Гаїті \| 2 - 0 \| США \| | Порт-о-Пренс |
| Гаїті          | 2 - 0                       | США          |

| 11 травня 1969 | \| США \| 0 - 1 \| Гаїті \| | Сан-Дієго |
| США            | 0 - 1                       | Гаїті     |

 Гаїті перемогла із загальним рахунком 3-0, але пізніше відмовилася від участі в чемпіонаті. Примітно, що ця зустріч поєднувала мети відбіркового турніру чемпіонату націй КОНКАКАФ 1969 року і відбіркового турніру чемпіонату світу 1970 року.

## Група 2
| 21 жовтня 1969 | \| Мексика \| 3 - 0 \| Бермудські Острови \| | Мехіко             |
| Мексика        | 3 - 0                                        | Бермудські Острови |

| 2 листопада 1969   | \| Бермудські Острови \| 2 - 1 \| Мексика \| | Гамільтон |
| Бермудські Острови | 2 - 1                                        | Мексика   |

 Мексика перемогла із загальним рахунком 4-2 і отримала путівку у фінальний турнір.

## Група 3
| 11 квітня 1969 | \| Ямайка \| 1 - 1 \| Панама \| | Кінгстон |
| Ямайка         | 1 - 1                           | Панама   |

| 11 травня 1969 | \| Панама \| 1 - 2 \| Ямайка \| | Кінгстон |
| Панама         | 1 - 2                           | Ямайка   |

 Ямайка перемогла із загальним рахунком 3-2 і отримала путівку у фінальний турнір.

## Група 4
Гондурас був дискваліфікований у зв'язку з «футбольною війною» між ним і Сальвадором, тому  Нідерландські Антильські острови отримали путівку у фінальний турнір автоматично.

## Група 5
Сальвадор був дискваліфікований у зв'язку з «футбольною війною» між ним і Гондурасом, тому  Тринідад і Тобаго отримав путівку у фінальний турнір автоматично.